# پیتر یورک فون وارتنبورگ
پیتر گراف یورک فون وارتنبورگ(به آلمانی: Peter Graf Yorck von Wartenburg) (۱۳ نوامبر ۱۹۰۴ - ۸ اوت ۱۹۴۴) حقوقدان آلمانی و عضو مقاومت آلمان علیه نازیسم بود. او از سال ۱۹۲۳ تا ۱۹۲۶ در دانشگاه بن و برسلاو در رشته های حقوق و سیاست تحصیل کرد. در سال ۱۹۲۷ در برسلاو دکترا دریافت کرد و در سال ۱۹۳۰ در برلین آزمون ورود به خدمات مدنی وکلا را گذراند. همان سال با ماریون وینتر ازدواج کرد.

## حرفه
مدتی به عنوان یک حقوقدان، مشاور حقوقی برنامه دولتی "کمک به شرق " برای کاهش بدهی کشاورزی در شرق پروس واقع در شهر برسلاو بود. یورک از سال ۱۹۳۶ تا ۱۹۴۱ در کمیسیون قیمت گذاری رایش در برلین خدمت کرد و به عنوان رئیس بخش مسئول مسائل بنیادی فعالیت می کرد. او از ورود به حزب نازی (جنبش تندروی دست راستی به رهبری هیتلر) امتناع کرد و از سال ۱۹۳۸ به بعد دیگر ترقی نکرد. او در سال ۱۹۳۸ برای اولین بار وارد مقاومت شد و همکاری نزدیکی را با دوستانش فریتز-دیتلوف گراف فون در شولنبورگ و الریش-ویلهلم گراف فون شویرین فون شواننفلد آغاز کرد. او پس از بحران شب شیشه های شکسته در تاریخ ۹ تا ۱۰ نوامبر ۱۹۳۸، یک گروه بحث در مورد اصول قانون اساسی جدید رایش تشکیل داد.
او در زمان شروع جنگ به عنوان یک افسر ذخیره فراخوانده شد و در سال ۱۹۴۲ به سمت اجرایی کارمند امور مالی و اقتصادی شرق منصوب شد که مختص فرماندهی عالی نیروهای مسلح در برلین بود. در ژانویه ۱۹۴۰، شروع به همکاری نزدیکی  با هلموت جیمز گراف فون مولتکه کرد و همراه با او رهبری گروه کرایسائو را به عهده گرفت. بیشتر جلسات گروه کرایسائو در خانه یورک در برلین-لیشترفلده برگزار میشد. یورک بر خلاف دوست خود مولکته در هر سه کنفرانس گروه کرایسائو، در حمایت از تلاش برای کودتایی که با یک ترور آغاز میشد، شرکت کرد.
وقتی کلاوس شنک گراف فون اشتاوفنبرگ در سپتامبر ۱۹۴۳  به تدارک مقدمات برای کودتا در برلین سرعت بخشید، او و یورک رابطه نزدیکی با هم برقرار کردند. در نقشه کودتا، یورک به عنوان معاون وزارت امور خارجه برای صدراعظم آینده رایش تعیین شده بود. او تا آخرین لحظه در دایره داخلی توطئه‌کنندگان باقی ماند. پس از شکست تلاش برای کودتا، یورک در شب دیرگاه ۲۰ ژوئیه ۱۹۴۴ در بندلربلاک در برلین دستگیر شد، در ۸ اوت ۱۹۴۴ توسط دادگاه مردم به اعدام محکوم شد و در همان روز در برلین-پلوتزنزه اعدام شد.

## نقل قول
"عزیز دلم، احتمالاً در پایان زندگی زیبا و پرباری که با هم سپری کرده‌ایم قرار داریم. زیرا فردا دادگاه مردم حکم من و دیگران را صادر میکند. این خبر به گوشم رسیده که از ارتش اخراج شده‌ایم. آنها می‌توانند لباس نظامی را از ما بگیرند، اما نمی‌توانند روحیه‌ ی عملیمان را تضعیف کنند. در کاری که انجام داده ایم، با پدران و برادران و همرزمانم احساس همبستگی می‌کنم. آنچه روی داده را خداوند مقرر فرموده که حکمی از فرمانهای بی‌پایان اوست که آنرا با فروتنی قبول می‌کنم. در قلبم احساس پاکی و خلوص نیت میکنم، اما تحت تاثیراحساس گناهی هستم که بر دوش همه‌ی ما سنگین است. بنابراین با امید و اعتماد به نفس امیدوارم که در پیشگاه عدالت پر محبت الهی حاضر شوم."